# Upsilon1 Centauri
Upsilon1 Centauri (υ1 Centauri / υ1 Cen) è una stella nella costellazione del Centauro di magnitudine apparente +3,85 distante 417 anni luce dal sistema solare.
Di tipo spettrale B, viene indicata come avente la classe di luminosità IV o V, ossia si suppone che sia una subgigante o stella bianco-azzurra di sequenza principale. Ha una massa stimata in 8 volte quella solare, con un raggio 3,7 volte superiore. La sua superficie, avente una temperatura di 21000 K, emana 2750 volte più luce del Sole.